# Senato dell'Ohio
Il Senato dell’Ohio è, insieme alla Camera dei Rappresentanti, una delle due camere che compongono l’Assemblea generale dell'Ohio. Essa si riunisce nel Campidoglio dello Stato dell’Ohio.
Il Senato conta 33 membri, ognuno rappresentante di un distretto che comprende circa 330.000 abitanti, e ogni distretto corrisponde a tre distretti della Camera dei rappresentanti dell'Ohio. I senatori sono eletti ogni quattro anni per un mandato di pari durata, con un limite di due mandati (8 anni).

## Leadership del Senato
Il vice governatore dell'Ohio funge da presidente del Senato, ma vota solamente se vi è parità assoluta. In sua assenza, la presidenza viene assunta dal presidente pro tempore, eletto dal partito di maggioranza a cui segue la conferma da parte dell'intero Senato. Il presidente pro tempore è la prima carica del Senato; i leader di maggioranza e minoranza sono eletti dai rispettivi partiti.